# Đetinja
Đetinja (v srbské cyrilici Ђетиња) je řeka v západním Srbsku. Pramení v pohoří Tara a spolu s řekou Moravicí vytváří společným soutokem Západní Moravu. Protéká městem Užice. Dlouhá je 75 km. Její název vznikl zkomolením staršího jména Cetinja.
Na svém horním toku až po město Užice protéká řeka dlouhou soutěskou, která má na několika místech charakteristiku kaňonu. Díky krasovým skalám se v soutěsce nachází několik jeskyní (Megara, Potpećská jeskyně) a několik teplých pramenů. V dolním toku řeky se nachází širší údolí, kterým je vedena silnice místního významu a železniční trať.
Na řece byly zbudovány celkem tři vodní nádže. Dvě z nich jsou v přímo samotné blízkosti města Užice, a vznikly na přelomu 19. a 20. století v souvislosti s elektrifikací města. Největší umělé jezero na řece Đetinji vzniklo v roce 1984 výstavbou vodní umělé nádrže s přehradou o výšce 77 m. Slouží pro zásobování západu Srbska pitnou vodou.